# Apochthonius magnanimus
Apochthonius magnanimus es una especie de arácnido  del orden Pseudoscorpionida de la familia Chthoniidae.

## Distribución geográfica
Se encuentra en Nuevo México (Estados Unidos).